# Адашев, Заррух Бахтиярович
Заррух Адашев (род. 29 июля 1992, Самарканд) — узбекистанский боец UFC и кикбоксер. Знаменит своими выступлениями в таких организациях, как Glory Kikboxing и Bellator.

## Ранние годы
Родился в городе Самарканде в обычной таджикской семье. С ранних лет интересовался спортом и в возрасте 5 лет начал заниматься спортом со своим старшим братом Шохрухом Адашевым. Занимался рукопашным боем в своем городе под руководством Икрома Джалилова и занимал первые места в областных и республиканских соревнованиях.

## Начало карьеры
В 2012 году эмигрировал в США со своим старшим братом и начал заниматься кикбоксингом в зале Lion Fights. В 2013 году сделал профессиональный дебют в кикбоксинге, а в 2015 годы дебютировал в смешанных единоборствах в организации ROC .

## Любительская карьера
- Многократный чемпион Узбекистана по рукопашному бою.
- Чемпион Международных турниров.
- Чемпион Азии по рукопашному бою (2010).
- 2-кратный чемпион мира по кикбоксингу по версии WKU (2013).
- Серебряный призёр 2012 года Мира по ММА по версии WKA.

## Профессиональная карьера
В 2018 году сделал успешный дебют в Bellator в бою с Кристианом Мединой. А в феврале 2019 года победил Рони Арана Леона решением судей. В июне 2020 года подписал контракт с Ultimate Fighting Championship и в этом же месяце планирует провести дебютный бой против Тайсона Нама.

## Статистика в ММА
| Боёв 6   | Побед 3 | Поражений 3 |
| -------- | ------- | ----------- |
| Нокаутом | 2       | 1           |
| Сдачей   | 0       | 1           |
| Решением | 1       | 1           |

| Результат | Рекорд | Соперник         | Способ                              | Турнир                                  | Дата            | Раунд | Время | Место                          | Примечание                                                |
| --------- | ------ | ---------------- | ----------------------------------- | --------------------------------------- | --------------- | ----- | ----- | ------------------------------ | --------------------------------------------------------- |
| Поражение | 4–4    | Оде Осборн       | Нокаут (удары)                      | UFC Fight Night: Волков vs. Розенстрайк | 4 июня 2022     | 1     | 1:01  | Лас-Вегас, Невада, США         |                                                           |
| Победа    | 4–3    | Райан Бенуа      | Решение (единогласное)              | UFC on ESPN: Холл vs. Стрикленд         | 31 июля 2021    | 3     | 5:00  | Лас-Вегас, Невада, США         |                                                           |
| Поражение | 3–3    | Су Мудаэрцзи     | Решение (единогласное)              | UFC on ESPN: Chiesa vs. Magny           | 20 января 2021  | 3     | 5:00  | Абу-Даби, ОАЭ                  |                                                           |
| Поражение | 3–2    | Тайсон Нам       | Нокаут (удар рукой)                 | UFC on ESPN: Eye vs. Calvillo           | 13 июня 2020    | 1     | 0:32  | Лас-Вегас, Невада, США         | вернулся в легчайший вес; Адашев не сделал вес (62,8 кг). |
| Победа    | 3–1    | Тевин Дайс       | Технический нокаут (удары)          | Bellator 232                            | 26 октября 2019 | 2     | 1:39  | Анкасвилл, Коннектикут, США    |                                                           |
| Победа    | 2–1    | Рон Леон         | Решение (единогласное)              | Bellator 215                            | 15 февраля 2019 | 3     | 5:00  | Анкасвилл, Коннектикут, США    |                                                           |
| Победа    | 1–1    | Кристиан Медайна | Технический нокаут(удары)           | Bellator 208                            | 29 июля 2018    | 1     | 1:08  | Юниондейл, Нью-Йорк, США       | дебют в наилегчайшем.                                     |
| Поражение | 0–1    | Коди Муни        | удушающий прием (удушение со спины) | Ring of Combat 51                       | 5 июня 2015     | 1     | 3:41  | Атлантик-Сити, Нью-Джерси, США | дебют в легчайшем весе.                                   |